# Agent Carter
Les Agents du SHIELD Daredevil
Marvel : Agent Carter (Marvel's Agent Carter) ou simplement Agent Carter est une série télévisée américaine en 18 épisodes de 42 minutes créée par Christopher Markus et Stephen McFeely, d'après le court métrage de la série des éditions uniques Marvel Agent Carter, diffusée entre le 6 janvier 2015 et le 1er mars 2016 sur le réseau ABC aux États-Unis et le réseau CTV au Canada.
Elle met en scène le personnage de Peggy Carter, interprété par Hayley Atwell, qui reprend le rôle qu'elle avait déjà interprété dans les films Captain America: First Avenger et Captain America : Le Soldat de l'hiver. Faisant partie de l'univers cinématographique Marvel, la série est produite par Marvel Television et ABC Studios.
En France, la série a été diffusée à partir du 10 juillet 2015 sur Canal+ Family et rediffusée en clair à partir du 22 octobre 2016 sur TMC. Au Québec, elle est diffusée à partir du 17 mai 2017 sur MusiquePlus. Elle reste inédite dans tous les autres pays francophones.

## Synopsis
En 1946, à la suite de la Seconde Guerre mondiale, la paix n'a pas aidé Peggy Carter qui se retrouve marginalisée au retour des hommes, rentrés du combat. Alors qu'elle travaille pour la SSR (Section Scientifique de Réserve), Peggy doit trouver un équilibre entre un poste administratif et des missions secrètes qu'elle effectue pour Howard Stark, tout en tentant de vivre sa vie de femme célibataire dans les États-Unis des années 1940, après avoir perdu l’homme de sa vie, Steve Rogers alias Captain America.

## Distribution

### Acteurs principaux
- Hayley Atwell (VF : France Renard) : agent Peggy Carter
- James D'Arcy (VF : Sébastien Desjours) : Edwin Jarvis, le majordome de Howard Stark
- Chad Michael Murray (VF : Yoann Sover) : agent Jack Thompson (saison 1, récurrent saison 2)
- Enver Gjokaj (VF : Thomas Roditi) : agent Daniel Sousa (en)
- Dominic Cooper (VF : Xavier Fagnon) : Howard Stark (saison 1, épisodes 1, 4 et 8 et  saison 2, épisodes 3 et 10)
- Wynn Everett (en) (VF : Ariane Deviègue) : Whitney Frost (saison 2)
- Reggie Austin (en) (VF : Anatole de Bodinat) : Jason Wilkes (saison 2)
- Shea Whigham (VF : Stéphane Bazin) : Roger Dooley (en), le chef de la SSR (saison 1)

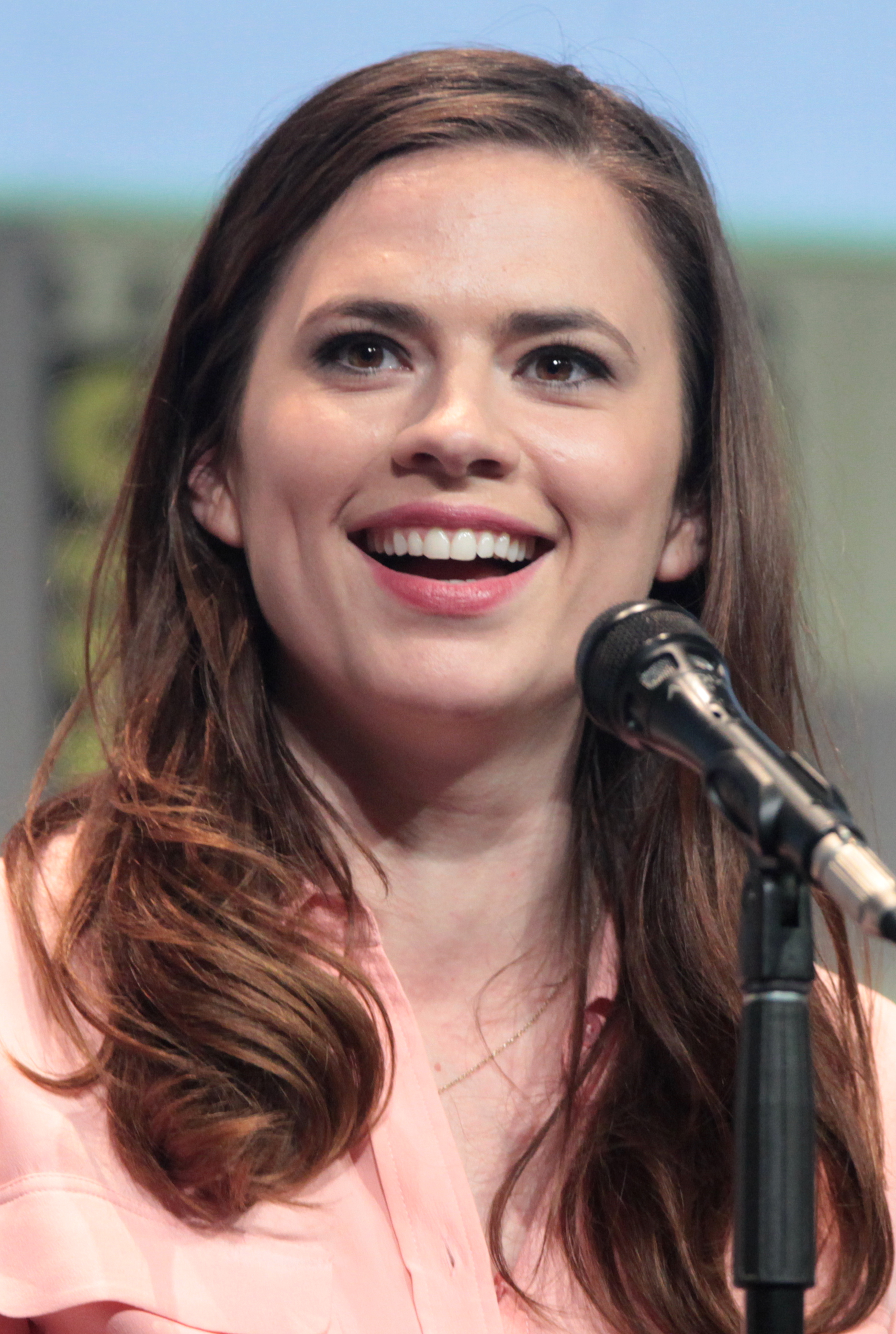
Hayley Atwell interprète l'agent Peggy Carter.
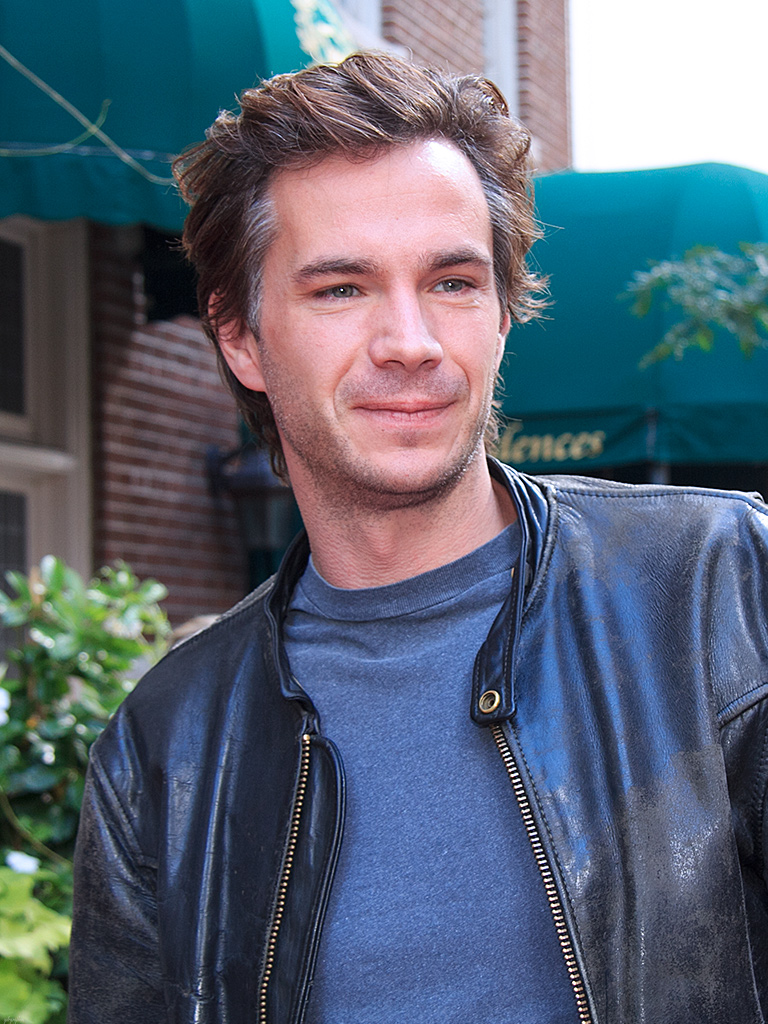
James D'Arcy interprète Edwin Jarvis.
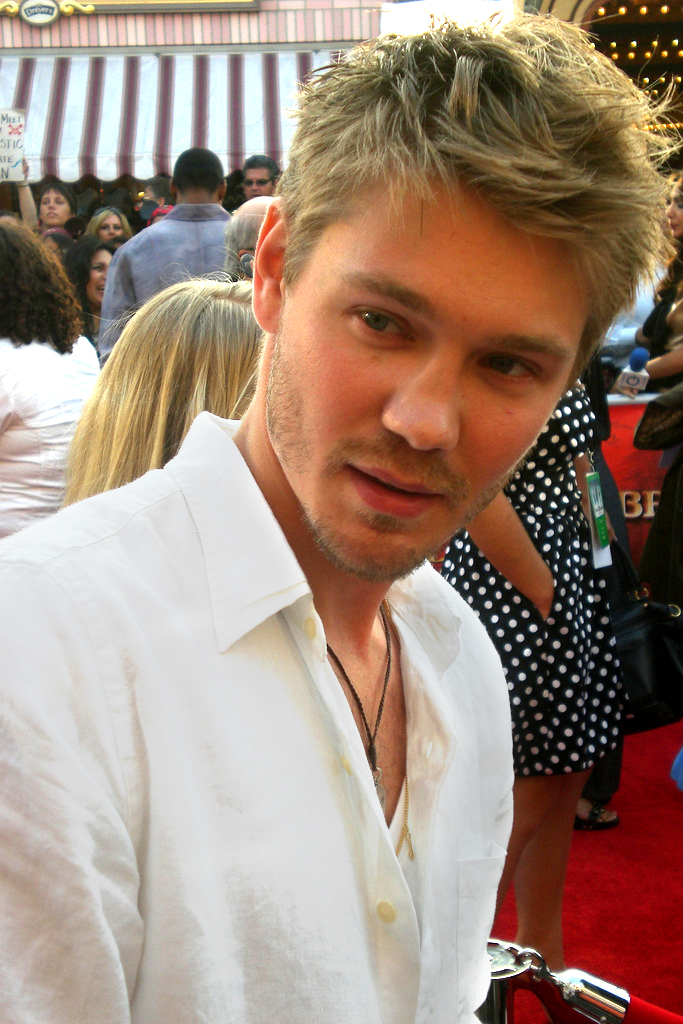
Chad Michael Murray interprète l'agent Jack Thompson.
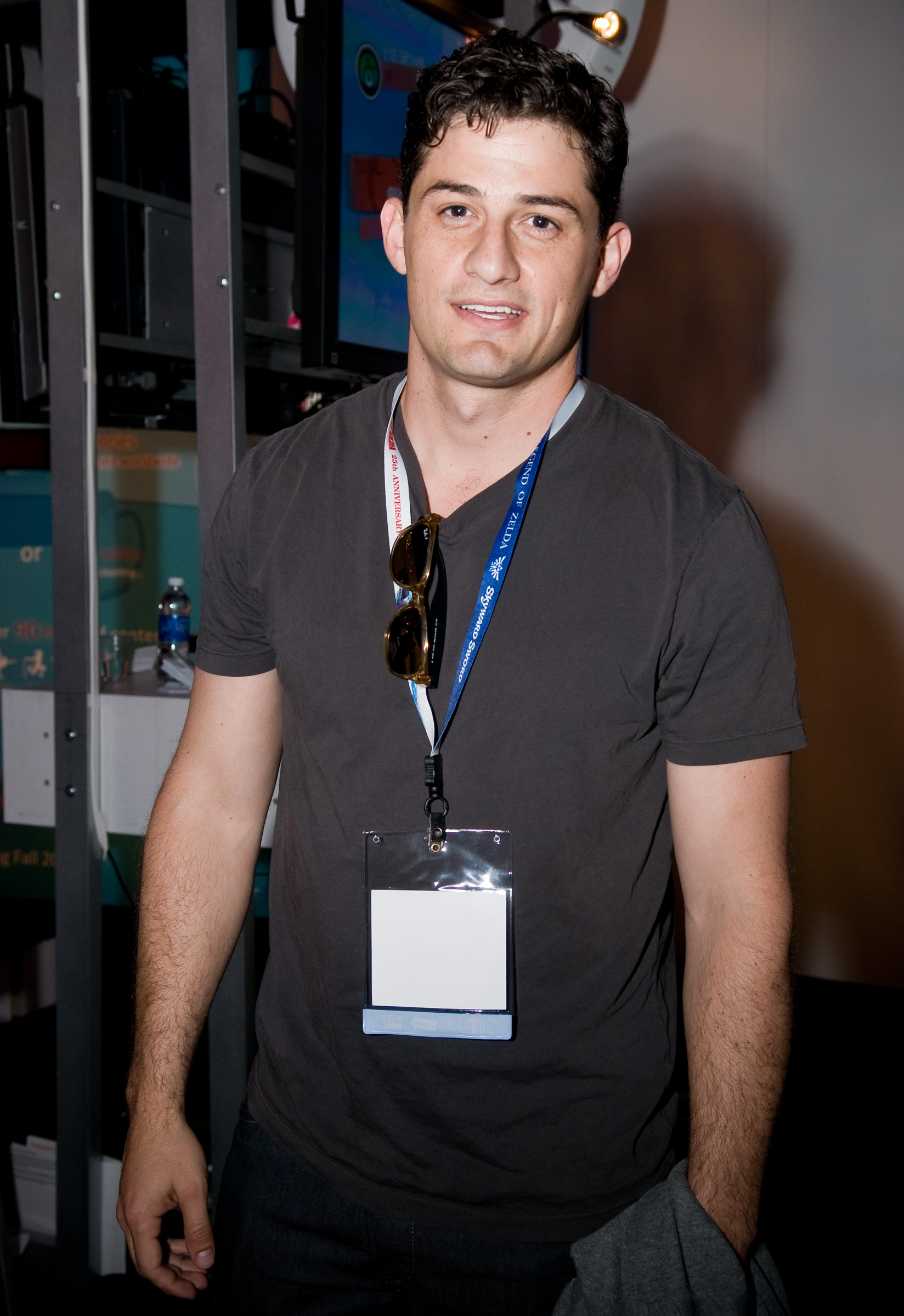
Enver Gjokaj interprète l'agent Daniel Sousa (en).
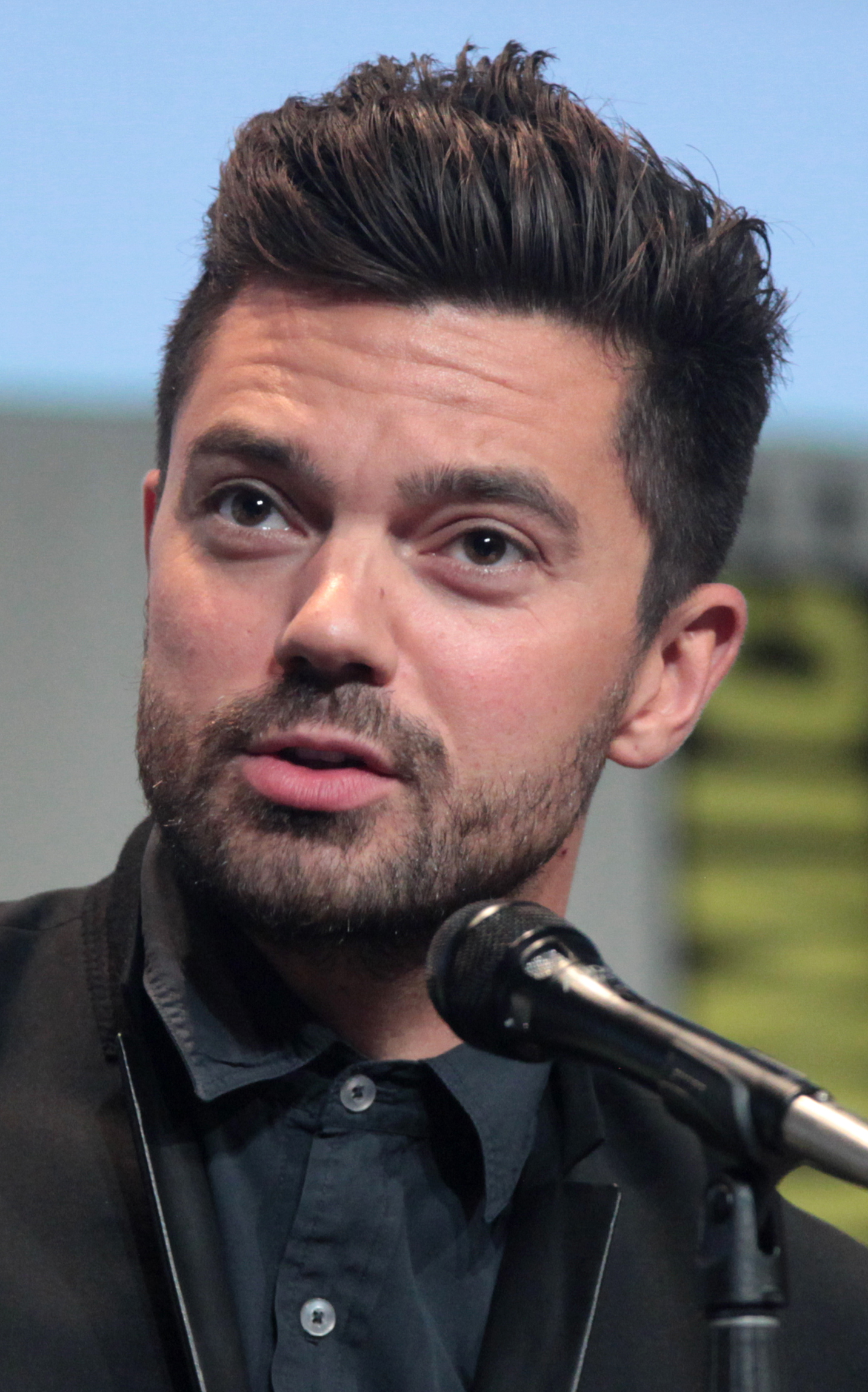
Dominic Cooper interprète Howard Stark.

### Acteurs récurrents
- Bridget Regan (VF : Anne Massoteau) : Dorothy « Dottie » Underwood (saison 1, invitée saison 2)
- Kyle Bornheimer (VF : Julien Meunier) : agent Ray Krezminski (saison 1)
- Meagen Fay (VF : Marie-Martine) : Miriam Fry (saison 1)
- Ralph Brown (VF : Féodor Atkine) : Dr Fennhoff / Ivchenko (saison 1)
- Lyndsy Fonseca (VF : Chloé Berthier) : Angie Martinelli (récurrente saison 1, invitée saison 2)
- Currie Graham (VF : Régis Lang) : Calvin Chadwick (saison 2)
- Kurtwood Smith (VF : Hervé Bellon) : Vernon Master (saison 2)
- Lotte Verbeek (VF : Alexandra Garijo) : Ana Jarvis (saison 2)
- Rey Valentin (en) (VF : Christophe Desmottes) : agent Vega (saison 2)
- Lesley Boone (en) (VF : Christine Gagnepain) : agent Rose Roberts (invitée saison 1, récurrente saison 2)
- Ken Marino (VF : Boris Rehlinger) : Joseph Manfredi (saison 2)
- Matt Braunger (en) (VF : Constantin Pappas) : Dr Samberly (saison 2)
- Max Brown : Michael Carter (saison 2)

### Invités
Note : Ici ne se liste uniquement les personnages connus ou importants de l'univers Marvel qui sont apparus dans la série, ainsi que les acteurs ayant une certaine notoriété.
- Bradley Whitford (VF : Daniel Lafourcade) : agent Flynn (court-métrage)
- Chris Evans (VF : Alexandre Gillet) : Steve Rogers / Captain America (saison 1, épisode 1, extrait de Captain America: First Avenger)
- James Frain (VF : Jean-Pierre Michaël) : Leet Brannis (saison 1, épisodes 1 et 2)
- James Urbaniak : Miles Van Ert (saison 1, épisodes 1 et 2)
- Ray Wise (VF : Michel Paulin) : Hugh Jones (en), président de Roxxon Oil (en) (saison 1, épisode 2 et saison 2, 3 épisodes)
- Stan Lee : l'homme sur le fauteuil de cireur (caméo, saison 1, épisode 4)
- Neal McDonough (VF : Bruno Dubernat) : Timothy « Dum Dum » Dugan (saison 1, épisode 5)
- Toby Jones : Dr Arnim Zola (caméo, saison 1, épisode 8)
Version française
  - Société de doublage : Dubbing Brothers[7],[8]
  - Direction artistique : Guillaume Orsat[7],[8]
  - Adaptation des dialogues : Jérôme Dalotel et Sébastien Michel[8]

 Source et légende : version française (VF) sur RS Doublage et Doublage Séries Database

## Production

### Développement
En septembre 2013, Marvel Television élabore une série télévisée d'après le court métrage Agent Carter des éditions uniques Marvel, mettant en scène Peggy Carter, tout en étant à la recherche d'un scénariste pour la série.
En janvier 2014, Paul Lee (en), le PDG du réseau ABC, confirme que la série est en développement, que l'actrice Hayley Atwell y participe, avec comme réalisateurs Tara Butters et Michele Fazekas et que le scénario de l'épisode pilote a été écrit par Christopher Markus et Stephen McFeely, scénaristes des films Captain America.
En mars 2014, la série, envisagée comme une mini-série d'environ treize épisodes, est annoncée se déroulant en 1946, à la même période que celle du court métrage Agent Carter et se concentrera sur un cas de l'agent Carter. Les éventuelles saisons supplémentaires se dérouleront sur une autre année et développeront des nouvelles intrigues.
En avril 2014, des rumeurs indiquent que la série serait directement tournée sans passer par la commande d'un épisode pilote et serait diffusée entre les deux parties de la deuxième saison de Marvel : Les Agents du SHIELD, soit entre fin 2014 et début 2015 en cas de renouvellement de celle-ci pour une deuxième saison.
Le 8 mai 2014, ABC commande officiellement la série et confirme qu'elle sera diffusée entre la fin de mi-saison de 2014 et le retour, en 2015, de Marvel : Les Agents du SHIELD sur ABC. Le même mois, Hayley Atwell déclare lors d'une interview que la série devrait être composée de huit épisodes.
Le premier épisode est diffusé le 6 janvier 2015, sur le créneau horaire de diffusion de Marvel : Les Agents du SHIELD, alors en pause hivernale.
En janvier 2015, Hayley Atwell déclare que l'idée de développer les saisons sur des périodes temporelles différentes, (1946 pour la première saison, 1947 pour la deuxième) et d'aller vers les années 1950 est intéressante.
Le 7 mai 2015, ABC et Marvel Television annoncent que la série est renouvelée pour une deuxième saison.
Le 23 mai 2015, Hayley Atwell a annoncé que la deuxième saison sera composé de dix épisodes, soit deux de plus que la saison précédente.
Le 12 mai 2016, ABC met fin à la série après la deuxième saison en raison des audiences décevantes.

### Casting
En mai 2014, l'actrice Hayley Atwell, qui a déjà joué le rôle de Peggy Carter dans les films Captain America: First Avenger et Captain America : Le Soldat de l'hiver, ainsi que dans le court-métrage Agent Carter, a exprimé son intérêt pour reprendre le rôle. Le même mois, les scénaristes Markus et McFeely annoncent que la série n'a toujours pas reçu le feu vert d'ABC et qu'Hayley Atwell reste intéressée pour reprendre son rôle, ajoutant que le personnage Howard Stark serait un personnage récurrent, selon les disponibilités de l'acteur en titre, Dominic Cooper.
En juin 2014, Hayley Atwell confirme que Dominic Cooper, qui interprète le personnage d'Howard Stark jeune dans le film Captain America: First Avenger, sera présent dans la série.
En septembre 2014, Marvel annonce que James D'Arcy rejoint la distribution principale pour interpréter le majordome d'Howard Stark, décrit comme un allié de Carter.
Entre octobre et novembre 2014, Meagen Fay, Lyndsy Fonseca, Bridget Regan et Kyle Bornheimer ont obtenu un rôle récurrent prévu pour un arc de plusieurs épisodes. Et aussi, Costa Ronin a obtenu un rôle d'invité.
Le 9 octobre 2015, à l'occasion de la New York Comic Con, Marvel a annoncé que le personnage de Madame Masque serait dans la seconde saison de la série et celui-ci sera interprété par l'actrice Wynn Everett (en). Il est également annoncé que les acteurs Currie Graham, Lotte Verbeek, et Reggie Austin rejoignaient la saison 2. Currie Graham interpréta un homme d'affaires du nom de Calvin Chadwick qui sera également le mari de Madame Masque, Lotte Verbeek jouera le rôle d'Ana Jarvis, la femme du majordome d'Howard Stark, Edwin Jarvis. Quant à Reggie Austin, il interprétera le personnage de Jason Wilkes, un scientifique qui pourrait devenir le love interest de Peggy Carter. Ce même jour, il a également été confirmé que Dominic Cooper et Bridget Regan seront de retour lors de la deuxième saison.

### Fiche technique
- Titre original : Marvel's Agent Carter ou Agent Carter
- Titre français : Marvel : Agent Carter ou Agent Carter
- Création : Christopher Markus et Stephen McFeely
- Réalisation : Louis D'Esposito, Joe Russo, Scott Winant, Stephen Cragg, Peter Leto, Stephen Williams, Vincent Misiano, Christopher Misiano (saison 1), Jennifer Getzinger, Metin Hüseyin, David Platt, Lawrence Trilling, Craig Zisk (saison 2)
- Scénario : Christopher Markus et Stephen McFeely, Jack Kirby, Stan Lee, Lindsey Allen, Eric Pearson, Tara Butters, Chris Dingess, Brant Englestein, Michele Fazekas, Jose Molina (saisons 1-2), Andi Bushell (saison 1), Sue Chung, Brandon Easton (saison 2)
- Direction artistique : Elizabeth Hershberger Gray, Valérie Green (saison 1), Gina B. Cranham (saison 2)
- Décors : Halina Siwolop (saison 1)
- Costumes : Giovanna Ottobre-Melton (saisons 1-2)
- Photographie : Gabriel Beristain (saison 1), Edward Pei (saison 2)
- Montage : Chris Peppe, Troy Takaki, David Siegel (saison 1), Andrew Doerfer, Mark Hartzell (saison 2)
- Musique : Christopher Lennertz (saisons 1-2)
- Casting : Sarah Finn, Tamara Hunter (saison 1)
- Production : Sara E. White (saisons 1-2)
- Sociétés de production : ABC Studios et Marvel Television
- Sociétés de distribution :  ABC
- Pays d'origine :  États-Unis
- Langue originale : anglais
- Format : couleur - 35 mm - 1,78:1 - son Dolby Digital
- Genre : super-héros, action, science-fiction
- Durée : 45 minutes

 Sauf indication contraire, les informations mentionnées dans cette section peuvent être confirmées par la base de données cinématographiques IMDb,  présente dans la section « Liens externes ».

### Diffusion internationale
- En version originale :
  -  États-Unis : diffusée entre le 6 janvier 2015 et le 1er mars 2016 sur ABC.
  -  Canada : diffusée entre le 6 janvier 2015 et le 1er mars 2016 sur CTV.
  -  Royaume-Uni : depuis le 12 juillet 2015 sur FOX Royaume-Uni.
- En version française :
  -  France : du 10 juillet 2015 au 5 août 2016 sur Canal+ Family et à partir du 22 octobre 2016 sur TMC.

## Épisodes

### Première saison (2015)
1. Ceci n'est pas la fin (Now Is Not the End)
2. Le Léviathan approche (Bridge and Tunnel)
3. Chacun ses secrets (Time and Tide)
4. Le Bouton Blitzkrieg (The Blitzkrieg Button)
5. Le Plafond de fer (The Iron Ceiling)
6. Le Péché originel (A Sin To Err)
7. Situation critique (SNAFU)
8. La Rage (Valediction)

### Deuxième saison (2016)
Cette saison de dix épisodes a été diffusée entre le 19 janvier 2016 et le 1er mars 2016.
1. La Dame du lac (The Lady in the Lake)
2. Un aperçu des ténèbres (A View in the Dark)
3. Le Meilleur de soi (Better Angels)
4. Écran de fumée (Smoke and Mirrors)
5. Les Têtes nucléaires (The Atomic Job)
6. Le Conseil (Life of the Party)
7. Les Monstres (Monsters)
8. Aux frontières du mystère (The Edge of Mystery)
9. Un petit pas de danse (A Little Song and Dance)
10. Clap de fin (Hollywood Ending)

## Univers de la série

### Personnages
Peggy Carter
Après avoir servi aux côtés de Captain America durant la Seconde Guerre mondiale, elle reste bouleversée par la disparition de Steve Rogers et est un agent de la SSR, mais souvent reléguée au simple rôle de secrétaire par ses collègues.
Edwin Jarvis
Le majordome d'Howard Stark et allié de Peggy Carter. Il inspirera l'intelligence artificielle de Tony Stark, J.A.R.V.I.S..
Jack Thompson
Un vétéran de la Seconde Guerre mondiale et agent de la SSR.
Daniel Sousa
Un vétéran de la Seconde Guerre mondiale et agent de la SSR. Il subit certaines moqueries de la part de ses collègues à cause de sa jambe estropiée, ce qui lui permet de se rapprocher de Peggy Carter.
Roger Dooley
Le directeur de la SSR qui supervise les agents Carter, Thompson et Sousa.

## Accueil

### Audiences

#### Aux États-Unis
Entre 20 h et 22 h, les deux premiers épisodes ont attiré une moyenne de 6,91 millions de téléspectateurs, ce qui place la chaîne ABC à la deuxième place de la soirée tant sur la tranche d'âge cible des 18 à 49 ans, que sur le nombre total de téléspectateurs. La série reste tout de même largement devancée par NCIS : Enquêtes spéciales et NCIS : Nouvelle-Orléans sur CBS.

#### Au Canada
Le pilote a été regardé par 2,35 millions de téléspectateurs.